# Færder fyr

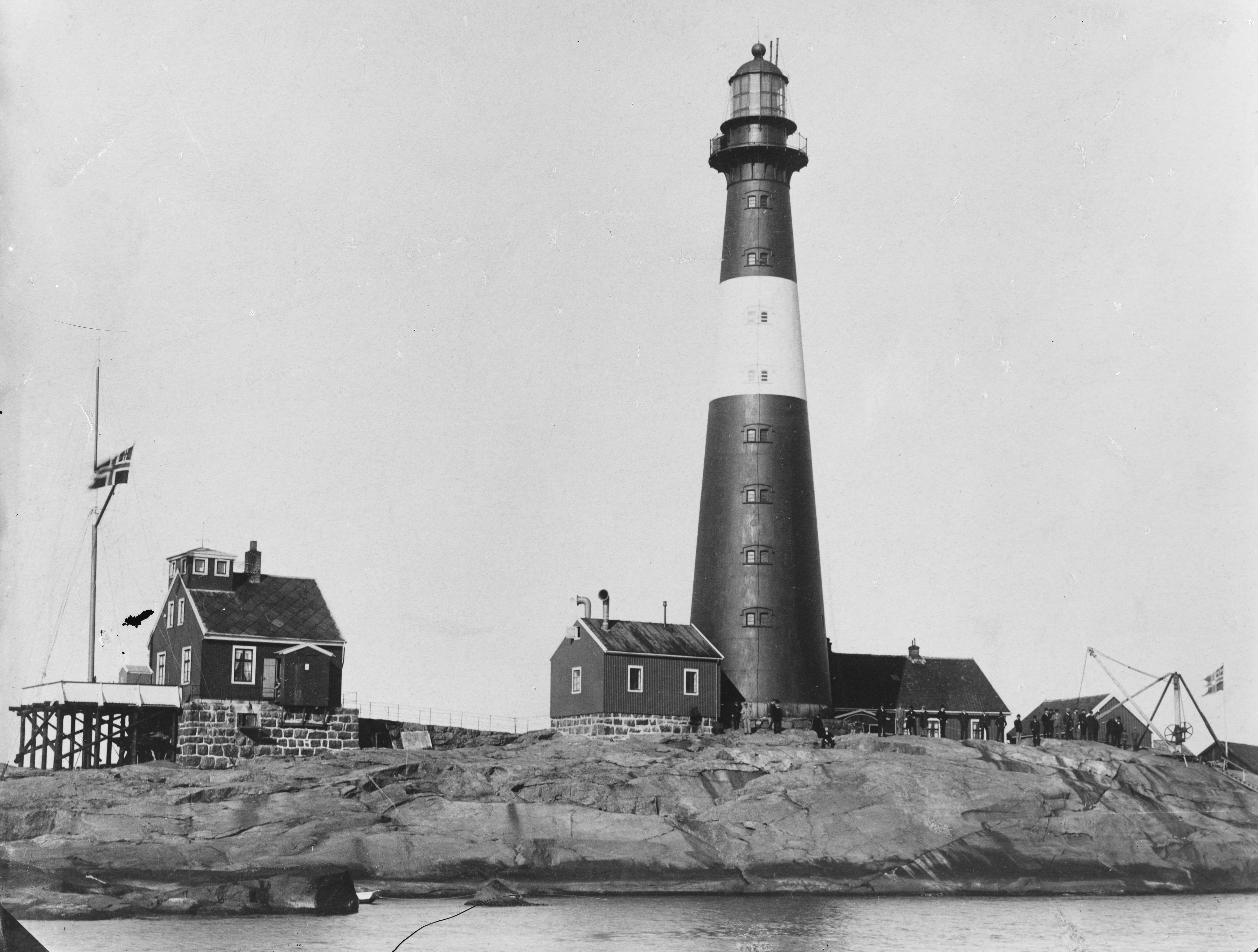
Færder fyr, 1910.

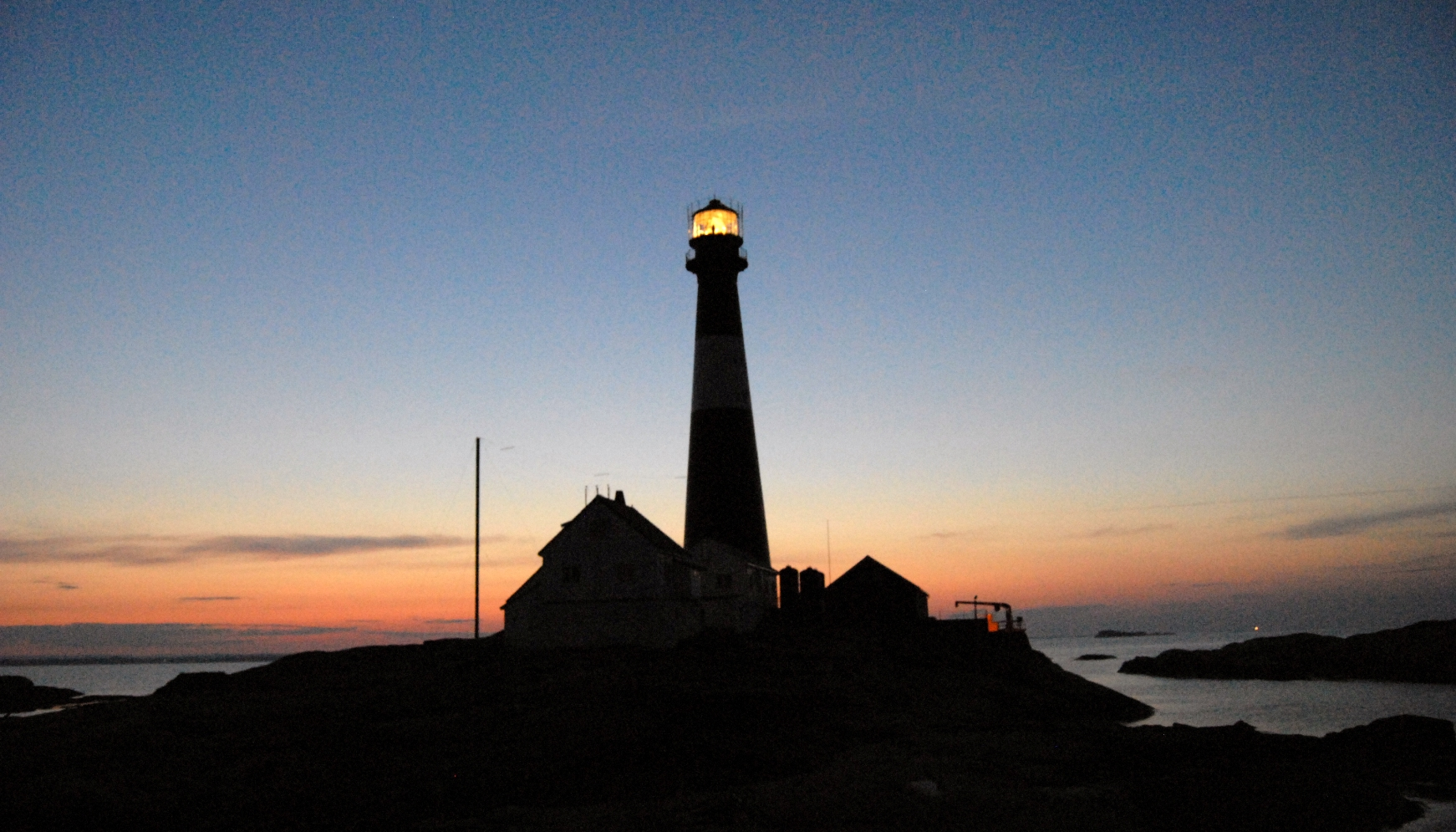
Færder fyr i skymning, 2009.

Færder fyr är en norsk angöringsfyr belägen på den mittersta av tre öar med namnet Tristein, alternativt Lille Færder. Öarna tillhör Færders kommun i Vestfold fylke. Fyren markerar början av farleden in till Oslofjorden. Redan i slutet av 1600-talet finns uppgifter om fyrning med hjälp av öppna eldar, vilket gör platsen till en av Norges äldsta fyrplatser. 1802 byggdes ett fyrtorn på Store Færder, en ö belägen något norr om den nuvarande fyren. Av denna finns idag bara en ruin kvar. 1857 byggdes det nuvarande tornet i gjutjärn, nu på Lille Færder.
Hela fyrplatsen är norskt kulturminne sedan 1997.